# Мураццано
Мураццано (итал. Murazzano) — коммуна в Италии, располагается в регионе Пьемонт, в провинции Кунео.
Население составляет 845 человек (2008 г.), плотность населения составляет 31 чел./км². Занимает площадь 27 км². Почтовый индекс — 12060. Телефонный код — 0173.
Покровителем коммуны почитается святой Лаврентий, празднование 10 августа.

## Демография
Динамика населения:

## Известные уроженцы
- Доменико Дуранте (1879—1944) — футболист (чемпион Италии 1905 года) и художник-академист

## Администрация коммуны
- Официальный сайт: http://www.comune.murazzano.cn.it/